# Enrico Parnigotto
Enrico Parnigotto (Padova, 1908 – 2000) è stato uno scultore italiano.
Si diplomò all'Accademia di Belle Arti di Venezia.
Tenne varie mostre personali a Padova ed inoltre espose in mostre collettive a Monaco, Parigi, Varsavia, Mosca. Partecipò a varie edizioni della Biennale d'Arte di Venezia.
Predilesse per le sue opere il bronzo, ma lavorò anche la ceramica e si occupò di incisione, producendo varie medaglie.
Nel 1934 firmò la regia del film Vita, che ebbe un riconoscimento dalla giuria del concorso indetto dal quotidiano La Stampa, giuria di cui faceva parte anche Alessandro Blasetti.